# Землинський Михайло Валерійович
Миха́йло Земли́нський (латис. Mihails Zemļinskis, нар. 21 грудня 1969, Рига) — латвійський футболіст, що грав на позиції захисника. По завершенні ігрової кар'єри — футбольний тренер та політичний діяч, депутат Сейму від «Центру злагоди» з 2009 року.
Майже усю професійну кар'єру провів у ризькому «Сконто» і національній збірній Латвії, лише двічі за півсезон провівши у інших клубах.

## Клубна кар'єра
У дорослому футболі дебютував 1991 року виступами за команду клубу «Сконто», в якій провів три сезони, взявши участь у 57 матчах чемпіонату.
Влітку 1993 року перейшов в угорський БВСК, але вже в кінці року повернувся у «Сконто», відігравши за наступні чотири сезони 120 матчів в чемпіонаті.
У сезоні 1997/98 недовго грав за «Хапоель» (Кфар-Сава), але незабаром втретє повернувся до «Сконто». Цього разу відіграв за ризький клуб наступні сім сезонів своєї ігрової кар'єри.
Завершив професійну ігрову кар'єру у нижчоліговому клубі «Олімпс», в якому працював граючим тренером.

## Виступи за збірну
1992 року дебютував в офіційних матчах у складі національної збірної Латвії.
У складі збірної був учасником чемпіонату Європи 2004 року у Португалії, на якому зіграв в усіх трьох матчах.
Протягом кар'єри у національній команді, яка тривала 14 років, провів у формі головної команди країни 105 матчів, забивши 12 голів.

## Кар'єра тренера
Розпочав тренерську кар'єру 2006 року, працюючи спочатку граючим, а потім головним тренером в клубі «Олімпс».
У 2007-2008 роках очолював даугавпілську «Даугаву», поки не був звільнений за слабкі результати в чемпіонаті
Наразі останнім місцем тренерської роботи була молодіжна збірна Латвії, яку Михайло Землинський очолював як головний тренер з 2009 до 2011 року.

## Політика
16 липня 2009 року було затверджено мандат депутата 9-го Сейму «Центру злагоди» у зв'язку з обранням Сергія Долгополова в Ризьку думу.
Восени 2010 балотувався в 10-й Сейм «Центру злагоди» в Ризькому виборчому окрузі і був обраний, а вже наступного року обраний від тієї ж партії депутатом 11-го Сейму.

## Титули і досягнення
- Чемпіон Латвії (12): 1992, 1993, 1994, 1995, 1996, 1998, 1999, 2000, 2001, 2002, 2003, 2004
- Володар Кубка Латвії (6): 1992, 1995, 1998, 2000, 2001, 2002
- Футболіст року в Латвії: 1998